# 1. B HRL za žene 1991./92.
1.B Hrvatka rukometna liga za žene u sezoni 1991./92. je predstavljala drugi rang prvenstva. 

## Ljestvica
| mj | klub                | ut | pob | ner | por | gol+ | gol- | bod |
| -- | ------------------- | -- | --- | --- | --- | ---- | ---- | --- |
| 1. | Zamet (Rijeka)      | 6  | 6   | 0   | 0   | 156  | 106  | 12  |
| 2. | Trešnjevka (Zagreb) | 6  | 4   | 0   | 2   | 130  | 112  | 8   |
| 3. | INA (Sisak)         | 6  | 2   | 0   | 4   | 117  | 136  | 4   |
| 4. | Osijek (Osijek)     | 6  | 0   | 0   | 6   | 92   | 141  | 0   |

## Poveznice i izvori
- 1.A HRL 1991./92.
- 2. HRL 1991./92.
- Kruno Sabolić: Hrvatski športski almanah 1992/1993, Zagreb, 1992.